# Бислиев, Абдул-Хамид Махмудович
Абдул-Хами́д Махму́дович Бисли́ев (1 июня 1944 года, Семипалатинская область, Казахская ССР — 11 ноября 1991 года, Грозный, Чечено-Ингушская АССР, РСФСР, СССР) — доктор физико-математических наук, профессор, проректор Чечено-Ингушского государственного университета, один из ведущих специалистов по физике магнитных явлений в СССР.

## Биография
Родился в депортации 1 июня 1944 года в Семипалатинской области Казахской ССР. Отец был сельским учителем математики. Он привил своим детям любовь к точным наукам. В 1969 году Абдул-Хамид Бислиев окончил физический факультет МГУ. Там же окончил аспирантуру, защитил кандидатскую диссертацию и получил учёную степень кандидата физико-математических наук.
В 1972 году, когда Бислиев начал работать в Чеченском государственном университете, на физическом факультете была всего одна научно-исследовательская лаборатория по физике плазмы. Бислиев создал новую лабораторию по физике магнитных явлений, которая была оснащена целым рядом современных уникальных установок. Впоследствии в этой лаборатории были подготовлены несколько кандидатских диссертаций и докторская диссертация самого Бислиева.
Один из ведущих специалистов по физике магнитных явлений в СССР. Опубликовал около 60 научных работ, некоторые из них были перепечатаны в зарубежных журналах. Сотрудничал с научными группами физических факультетов ряда ведущих вузов и научно-исследовательских институтов СССР: физический факультет МГУ, Институт металлургии и материаловедения имени А. А. Байкова РАН, Академия наук СССР, Научно-исследовательский институт ядерной физики МГУ, проблемная лаборатория магнетизма физфака МГУ. Кафедра общей физики Чечено-Ингушского университета, благодаря авторитету Бислиева, участвовала в важных научных проектах.
По инициативе Бислиева в ЧИГУ были проведены Всесоюзное совещание по ядерно-спектроскопическим методам исследования сверхтонких взаимодействий СТВ-2 (1987) и Всесоюзный симпозиум по физике магнетизма редкоземельных сплавов (1988).

### Гибель
Профессор Абдул-Хамид Бислиев погиб 11 ноября 1991 года, пытаясь защитить своего коллегу, доктора педагогических наук, профессора, ректора ЧИГУ Виктора Абрамовича Кан-Калика. Кан-Калик и Бислиев вместе выходили из здания университета, когда группа вооружённых людей силой усадила ректора в автомобиль «Волга». Бислиев, пытавшийся помешать похитителям, был смертельно ранен автоматной очередью.
Профессор С. А. Никитин писал вдове Абдул-Хамида Бислиева:
… В период кризисов погибают чаще лучшие люди… Он был таким… У Абдулы было внутреннее благородство, я бы сказал так, что он по природе своей был мужественным и благородным человеком, человеком чести, поэтому его героический поступок не случайность, а естественное проявление его души…
Память
Одна из улиц Грозного названа именем Бислиева.